# تشوویک (منطقه پرچتیک)
تشوویک (منطقه پرچتیک) (به چکی: Těšovice (Prachatice District)) یک ناحیه در جمهوری چک است که در Prachatice District واقع شده‌است.

## خصوصیات
تشوویک ۸٫۳۷ کیلومترمربع مساحت و ۲۸۲ نفر جمعیت دارد و ۵۰۱ متر بالاتر از سطح دریا واقع شده‌است.